# Verbascum fruticulosum
Verbascum fruticulosum är en flenörtsväxtart som beskrevs av George Edward Post. Verbascum fruticulosum ingår i släktet kungsljus, och familjen flenörtsväxter. Inga underarter finns listade i Catalogue of Life.